# سارة العامري
سارة العامري هي لاعبة كاراتيه إماراتية حصلت على الميدالية الذهبية في منافسات الكوميتيه للوزن تحت 61 كيلوغرام في البطولة الأسيوية للكاراتيه في عام 2021، كما مثلت دولة الإمارات العربية المتحدة في منافسات بطولة آسيا للكاراتيه لعام 2023 والتي أقيمت في مدينة ملاكا الماليزية، وحصلت على الميدالية الفضية في منافسات الكوميتيه للوزن تحت 61 كيلوغرام.

## مسيرتها الرياضية
شاركت سارة العامري في بطولة الألعاب الأوليمبية للشباب التي أقيمت في العاصمة الأرجنتينية بوينس أيرس في عام 2018،

## الميداليات والألقاب
حققت سارة العامري عددًا من الميداليات في العديد من المنافسات والبطولات الدولية للعبة الكاراتيه، وكان من أهم الميداليات التي أحرزتها الميدالية الذهبية في منافسات الكوميتيه في البطولة الأسيوية للكاراتيه عام 2021. وفي عام 2023 شاركت سارة العامري ضمن المنتخب الوطني للإمارات العربية المتحدة للكاراتيه في بطولة آسيا للكاراتيه وأحرزت الميدالية الفضية في البطولة في منافسات الكوميتيه للوزن الأقل من 61 كيلوغرام بعدما تفوقت على لاعبات منتخبات تايلاند وماليزيا والصين وخسرت المباراة النهائية أمام نظيرتها الإيرانية أتوسا جولدشاد نجاد بنتيجة (3-0).